# 木戸川 (福島県)
木戸川（きどがわ）は、福島県を流れ太平洋に注ぐ木戸川水系の本流である。

## 地理
福島県双葉郡川内村上川内と田村市の境に位置する桧山の南麓から尖盛、大滝根山の東麓の辺りに源を発し、南東方向の川内村の中心部に流れ込む。右岸に小白井川、左岸に川内川と合流しそこから南へ流れを変える。いわき市、楢葉町の境に近付くとその向きを東に変え阿武隈高地を削るV字谷の渓谷の風景を見せ、そこには木戸川渓谷遊歩道も整備されている。長瀞橋を過ぎると、僅かな平野を横切り天神岬近くの太平洋へ注ぐ。川内村では、上流から福島県道112号富岡大越線、国道399号が併走する。かつては、木戸駅から上流へ木戸川森林鉄道が通っていた。

## 自然
川内村の流域では、イワナ、ヤマメが生息する。楢葉町の下流域では、秋になると鮭が遡上する。ホオジロ、シジュウカラ、ゴイサギなど水辺に見られる。

## 流域の自治体
福島県
いわき市、双葉郡川内村、双葉郡楢葉町

## 支流
※下流より順に
- 山田川
- 金鋼川
- 谷室沢川
- 原川
- 川内川
- 小白井川
- 楢生川

## 主な橋梁
※下流より順に
- 木戸川橋 - 福島県道244号小塙上郡山線
- 木戸川橋梁 - 常磐線
- 木戸川橋 - 国道6号
- 木戸川橋 - 常磐自動車道
- 長瀞橋 - 福島県道35号いわき浪江線
- 女平橋
- 西山橋 - 国道399号